# B-336 Pskov
El submarino nuclear ruso K-336 Pskov (en ruso: Псков) es un submarino de ataque de la clase Sierra operado por la Armada rusa. Lleva el nombre de la ciudad rusa de Pskov.

## Construcción
Este submarino, originalmente llamado Okun (Perch), se inició como el último submarino de la clase Sierra II en 1990 en la fábrica Krasnoye Soromovo en Nizhny Novgorod. Después de botar el casco en 1992, fue remolcado al astillero Sevmash en Severodvinsk para completarlo y realizar las pruebas en el mar.

## Historial de servicio
El barco se puso en servicio en 1993, sirviendo en la Flota del Norte de Rusia, con base en Ara Bay, Vidyayevo. Fue comandado por el capitán de primer rango Andrei Sapelkin, junto con el capitán teniente Viktor Petrashov, dos de los líderes más condecorados de la flota rusa.
El 5 de marzo de 2003, el Pskov estaba siendo revisado en un dique seco en Roslyakovo. Los andamios de madera que rodeaban el casco se incendiaron por los trabajos de soldadura que se le hicieron al barco, y se produjo un incendio. Después de 90 minutos, se apagó el fuego y se dañó el revestimiento exterior de goma insonorizante del Pskov. No hubo víctimas ni fugas de radiación . Se creía que el submarino volvería a estar operativo desde principios de 2007.
En 2012, el submarino se reacondicionó nuevamente y volvió al servicio activo en 2016. El reacondicionamiento incluyó un nuevo sonar y el reemplazo de combustible de uranio en el reactor del submarino.